# Bassecourt
Bassecourt (veralteter deutscher Name Altdorf) ist eine Ortschaft in der Gemeinde Haute-Sorne, Distrikt Delémont des Kantons Jura in der Schweiz. Bis zur Fusion mit den Gemeinden Courfaivre, Glovelier, Soulce und Undervelier am 1. Januar 2013 war Bassecourt eine eigene Gemeinde.

## Geographie

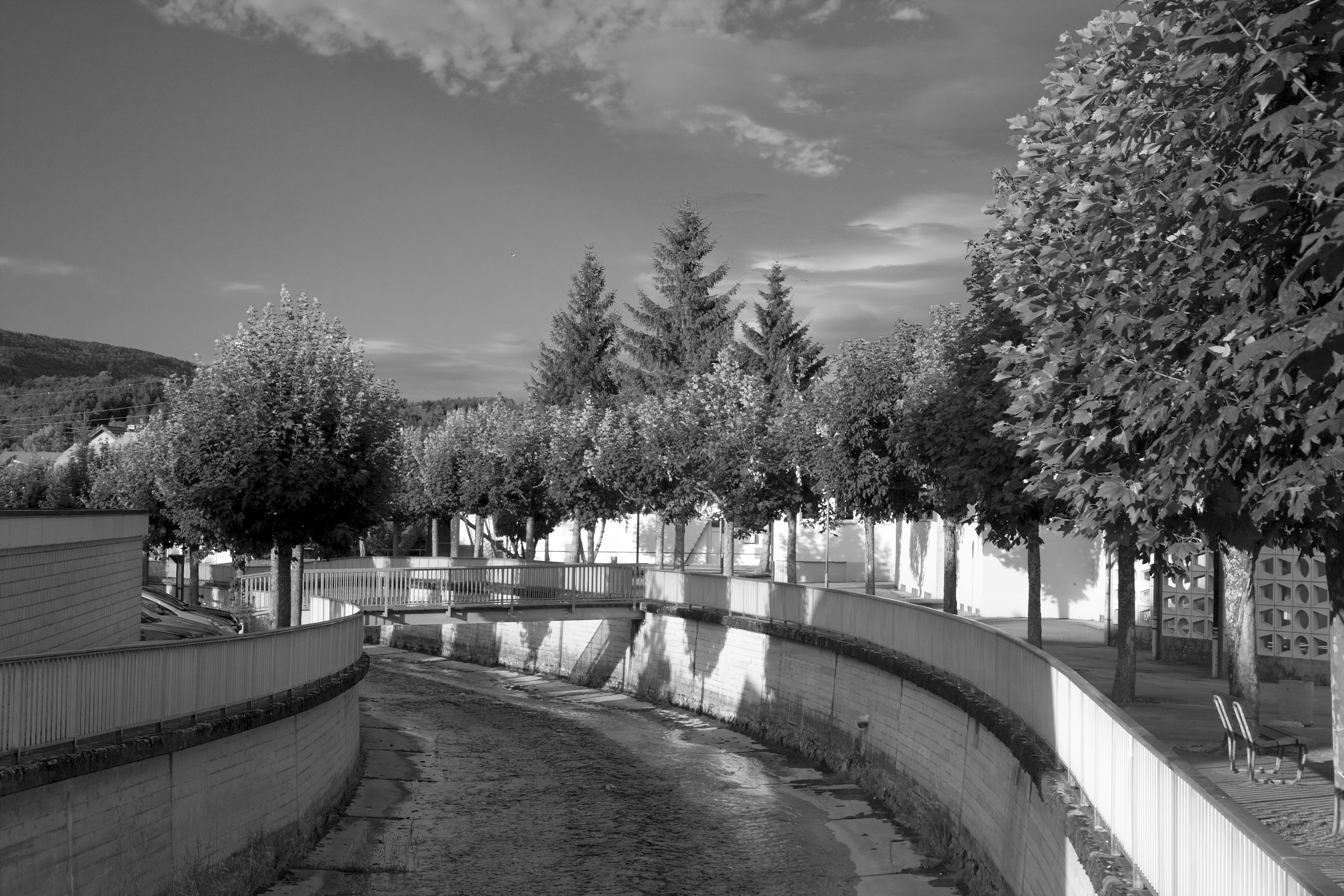
Die Sorne fliesst durch Bassecourt

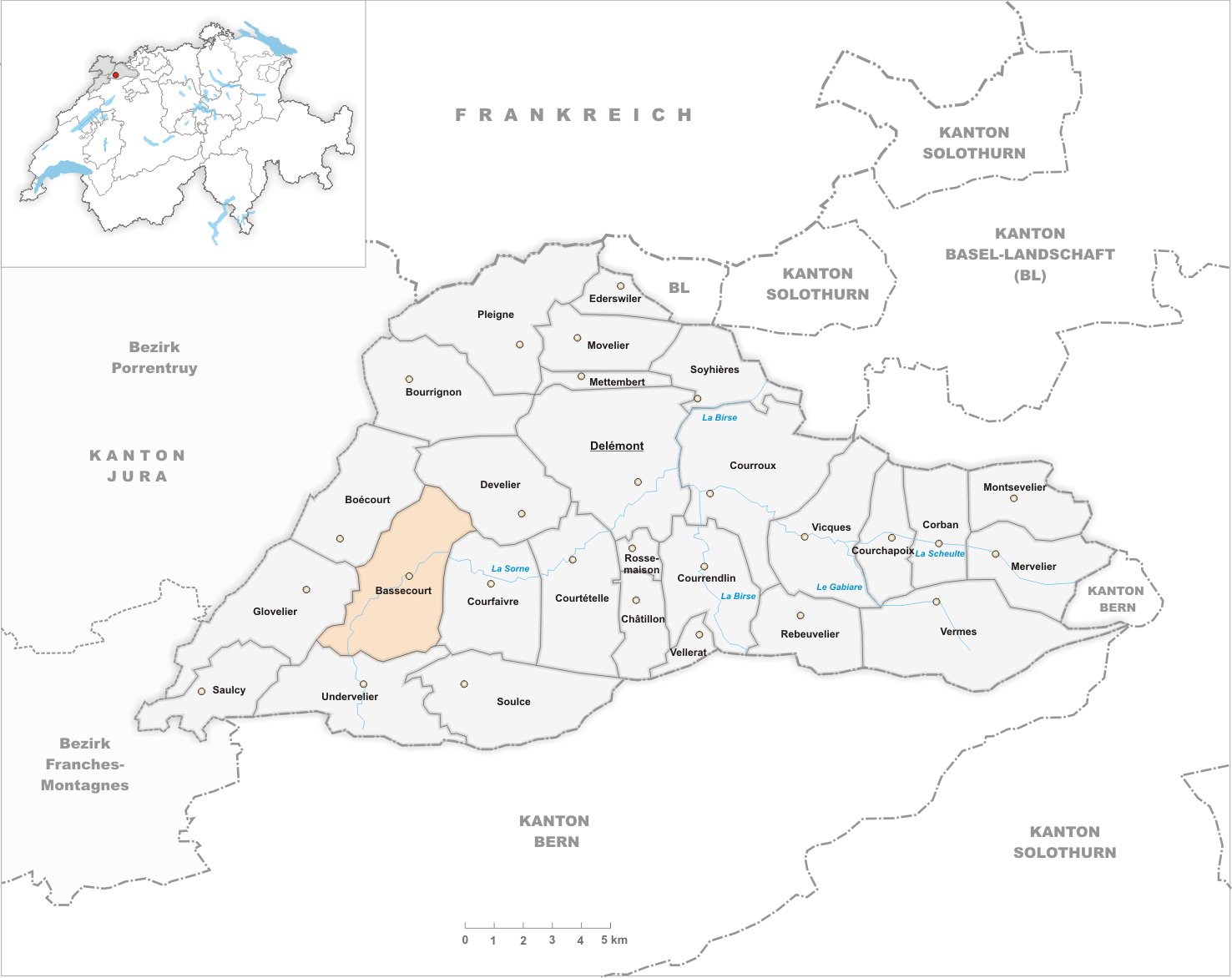
Gemeindestand vor der Fusion am 1. Januar 2013

Luftbild (1955)

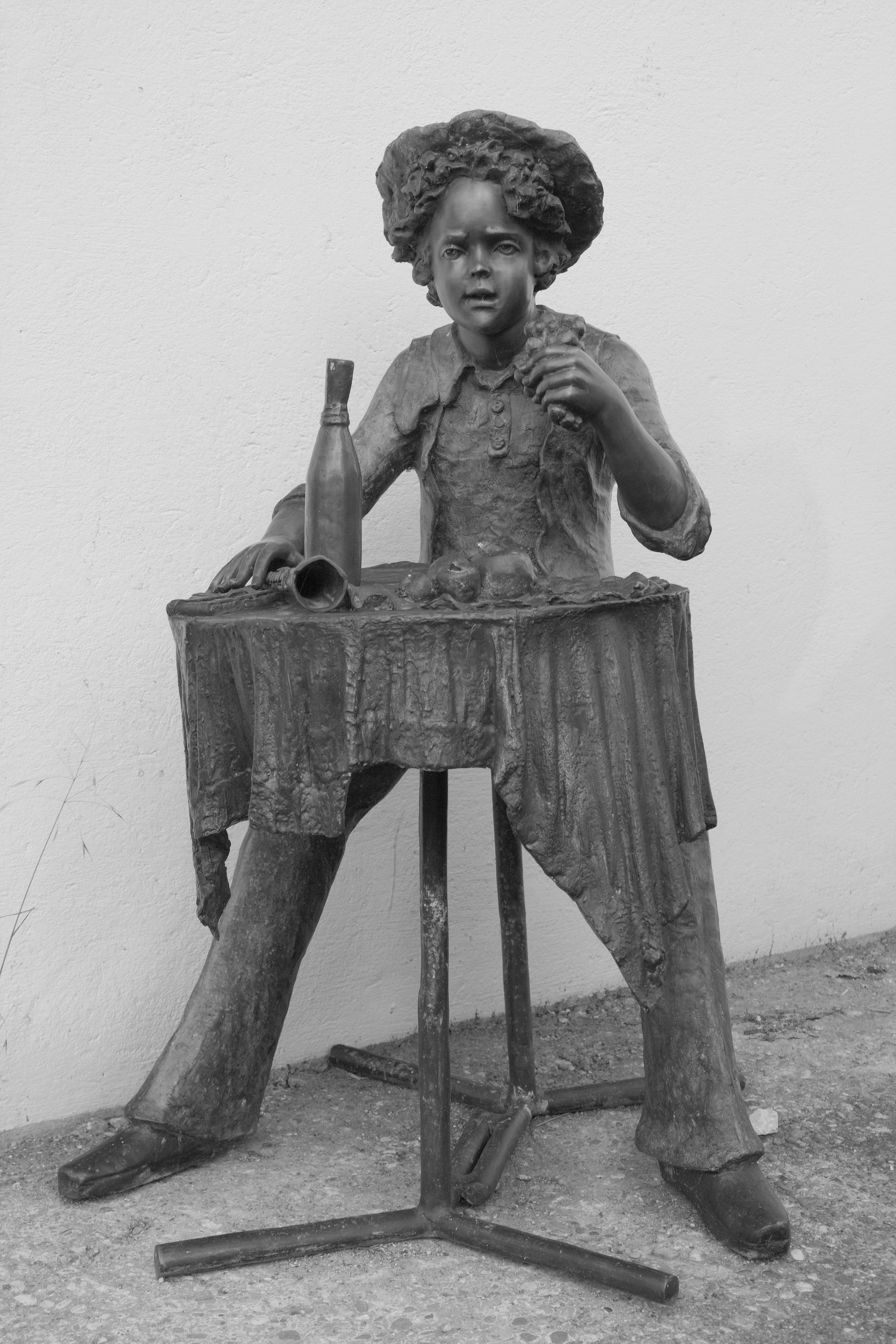
Eine Bronzeskulptur aus Bassecourt

Bassecourt liegt auf 477 m ü. M., 8 km westsüdwestlich des Kantonshauptorts Delémont (Luftlinie). Die Gemeinde erstreckt sich beidseits der Sorne, im westlichen Teil des Delsberger Beckens, einer breiten Senke im Faltenjura.
Die Fläche des 15,6 km2 grossen Gemeindegebiets umfasst einen Teil der landwirtschaftlich intensiv genutzten Ebene des Delsberger Beckens. Im Süden erstreckt sie sich auf die angrenzende, dicht bewaldete Jurakette von Frénois, die eine Höhe von 1029 m ü. M. erreicht. Im Südwesten gehört auch der untere Teil der Sorne-Schlucht zu Bassecourt, eine typische Juraklus, flankiert von den Felswänden der Côte au Pucin im Westen und der Côte de la Chaux im Osten. Nach Norden erstreckt sich das Gebiet über bewaldetes hügeliges Gelände im Gebiet des Tals der Rouge-Eau bis an den Fuss der Les-Rangiers-Kette. Von der Gemeindefläche entfielen 1997 10 % auf Siedlungen, 50 % auf Wald und Gehölze, 39 % auf Landwirtschaft, und knapp 1 % war unproduktives Land.
Zu Bassecourt gehören der am Ausgang der Sorne-Schlucht liegende Weiler Berlincourt, die Hofsiedlung La Jacoterie (758 m ü. M.) auf einem Geländevorsprung am östlichen Talhang der Sorne-Schlucht sowie mehrere Einzelhöfe. Nachbargemeinden von Bassecourt sind Glovelier, Boécourt, Develier, Courfaivre und Undervelier.

## Bevölkerung
Mit 3492 Einwohnern (Stand 31. Dezember 2012) war Bassecourt die drittgrösste Gemeinde im Kanton Jura. Von den Bewohnern sind 88,5 % französischsprachig, 3,2 % italienischsprachig und 2,9 % deutschsprachig (Stand 2000). Die Bevölkerungszahl von Bassecourt wies vor allem von 1950 bis 1970 hohe Zuwachsraten auf. Nach einer Stagnationsphase während der 1970er-Jahre wurde seit 1980 wieder ein leicht steigender Trend verzeichnet.
| Bevölkerungsentwicklung | Bevölkerungsentwicklung | Bevölkerungsentwicklung | Bevölkerungsentwicklung | Bevölkerungsentwicklung | Bevölkerungsentwicklung | Bevölkerungsentwicklung | Bevölkerungsentwicklung | Bevölkerungsentwicklung | Bevölkerungsentwicklung | Bevölkerungsentwicklung | Bevölkerungsentwicklung |
| ----------------------- | ----------------------- | ----------------------- | ----------------------- | ----------------------- | ----------------------- | ----------------------- | ----------------------- | ----------------------- | ----------------------- | ----------------------- | ----------------------- |
| Jahr                    | 1850                    | 1900                    | 1910                    | 1930                    | 1950                    | 1960                    | 1970                    | 1980                    | 1990                    | 2000                    | 2012                    |
| Einwohner               | 759                     | 1060                    | 1105                    | 1279                    | 1625                    | 2284                    | 2985                    | 2942                    | 3150                    | 3283                    | 3492                    |

## Wirtschaft
Bassecourt entwickelte sich nach dem Zweiten Weltkrieg zu einem Regionalzentrum für die Uhrenindustrie, wobei hauptsächlich Uhrengehäuse hergestellt wurden. Während von den beiden grossen Uhrengehäuseherstellern die Ervin Piquerez SA nicht mehr existiert, hat die Georges Ruedin SA die Krise gut überstanden und ist weiterhin ein wichtiger Arbeitgeber. Die 1975 einsetzende Krise in dieser spezialisierten Industriebranche traf den Ort stark und führte nach der Schliessung von Piquerez zu einer vorübergehenden Bevölkerungsabnahme. Heute hat sich die Uhrenindustrie weitgehend erholt; und die Produktion von elektronischen Geräten, Röhren, medizinischen Instrumenten vervielfältigt die Arbeitsplätze.
Die Stella Werke AG war von 1924 bis 2001 in Betrieb. Anfangs stellte die Firma Fahrräder her. 1939 entstand für die Schweizerische Landesausstellung das sogenannte Landivelo. Danach stellte die Firma auf Sitzmöbel um. Unter dem Designer Walter Frey entstanden Klassiker wie der Stella Gartenstuhl oder der Stella Loungesessel. 
Eine Bronzegiesserei stellt in Bassecourt Skulpturen her.

## Verkehr
Die Gemeinde ist verkehrsmässig gut erschlossen. Sie liegt an der Hauptstrasse 6 zwischen Delémont und La Chaux-de-Fonds und besitzt einen eigenen Anschluss an das 1998 eröffnete Teilstück der Autobahn A16 von Delémont nach Porrentruy, das sowohl an das schweizerische Nationalstrassennetz als auch an das französische Autobahnnetz angeschlossen ist. Am 15. Oktober 1876 wurde die Eisenbahnstrecke Delémont–Glovelier mit einem Bahnhof in Bassecourt eröffnet.

## Geschichte

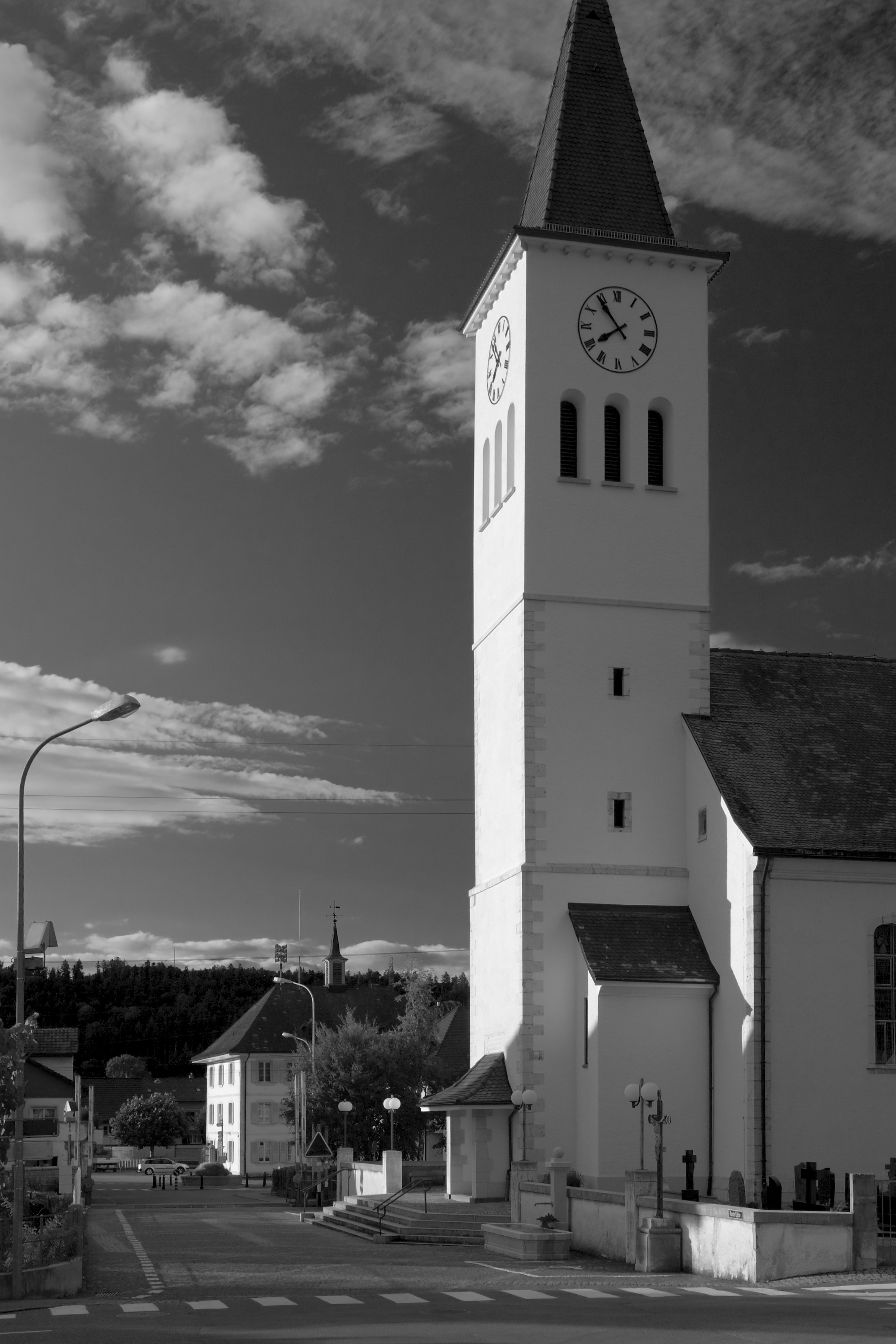
Kirche und Schulhaus im Zentrum

Funde deuten auf eine bereits in der Bronzezeit erfolgte Besiedlung der Gegend um Bassecourt hin. Bei Berlincourt wurden römische Münzen aus dem 4. Jahrhundert entdeckt, und ein Gräberfeld mit reichen Bestattungsbeigaben wird auf das 6. bis 7. Jahrhundert datiert. Erste Erwähnung findet das Dorf als Baressicort in einer Urkunde des Jahres 1160, als die Grafen von Ferrette den Ort der Kirche von Moutier-Grandval schenkten. Der Name ist vermutlich vom Gehöft eines Germanen namens Basso abgeleitet.
Bassecourt gehörte seit 1271 zum Fürstbistum Basel. Es erlitt während des Dreissigjährigen Krieges schwere Zerstörungen. Von 1793 bis 1815 gehörte es zu Frankreich und war anfangs Teil des Département du Mont-Terrible, ab 1800 mit dem Département Haut-Rhin verbunden. Durch den Entscheid des Wiener Kongresses kam der Ort 1815 an den Kanton Bern und am 1. Januar 1979 an den neu gegründeten Kanton Jura. Ein durch ein schweres Gewitter entfachter Brand am 21. Juli 1871 verursachte grosse Schäden an der Bausubstanz.
Im Zweiten Weltkrieg befand sich in Bassecourt ein Internierungslager für politische Flüchtlinge.

## Sehenswürdigkeiten

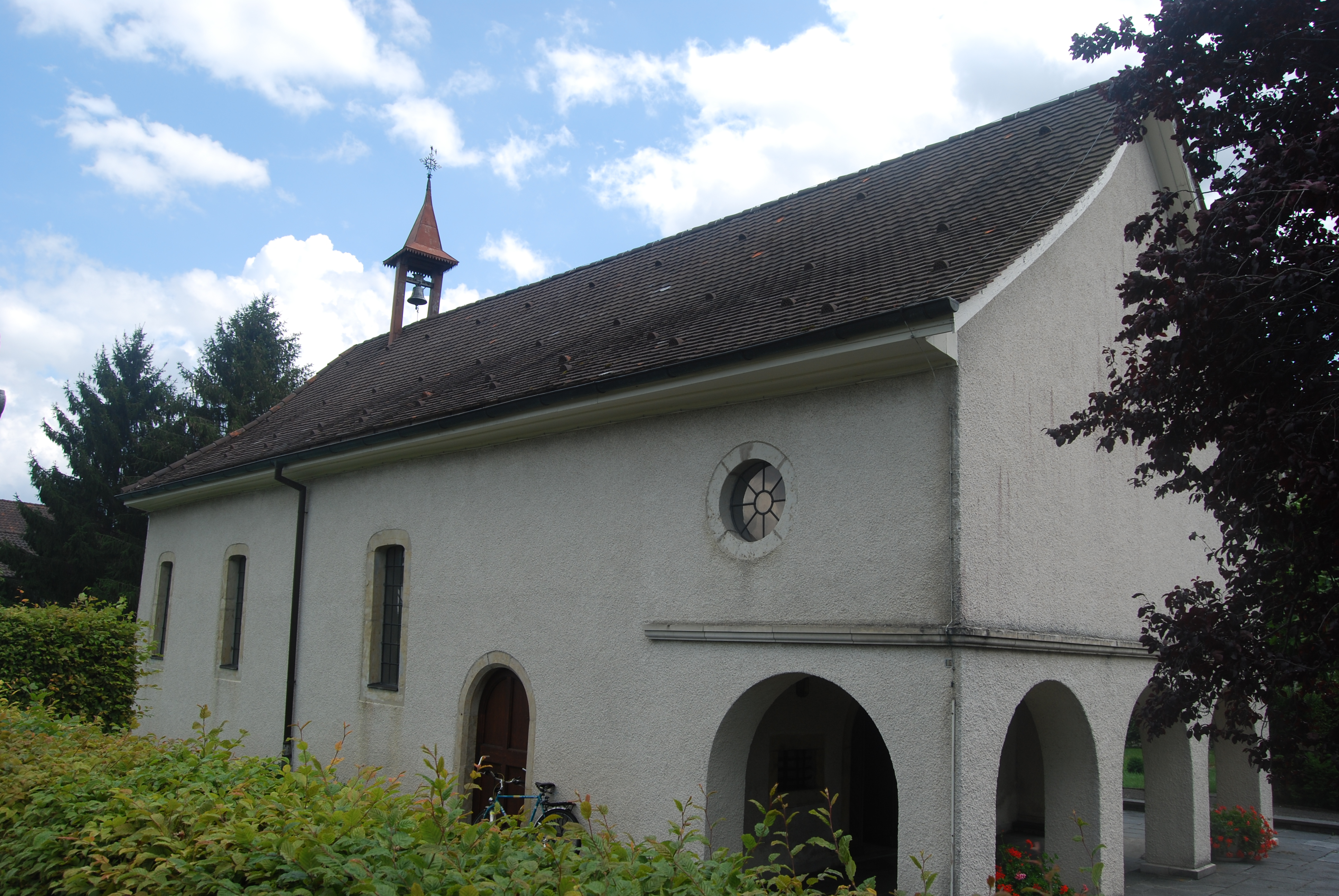
Kapelle Saint-Hubert

- Die Pfarrkirche Saint-Pierre stammt ursprünglich von 1568, sie wurde jedoch 1828 erneuert. Sehenswert ist das für die Gegend typische bäuerliche Landpfarrhaus, das Ende des 16. Jahrhunderts errichtet und im 17. Jahrhundert noch verändert wurde.
- Die Kapelle Saint-Hubert wurde auf einem burgundischen Friedhof errichtet. Der heutige Bau, in den der Menhir von Bassecourt integriert wurde, stammt von 1697 und wurde 1954 sowie 1978 renoviert.
- Die Häuser des Dorfzentrums stammen vorwiegend aus dem 19. Jahrhundert.
- Seit 1945 gibt es eine reformierte Kirche.

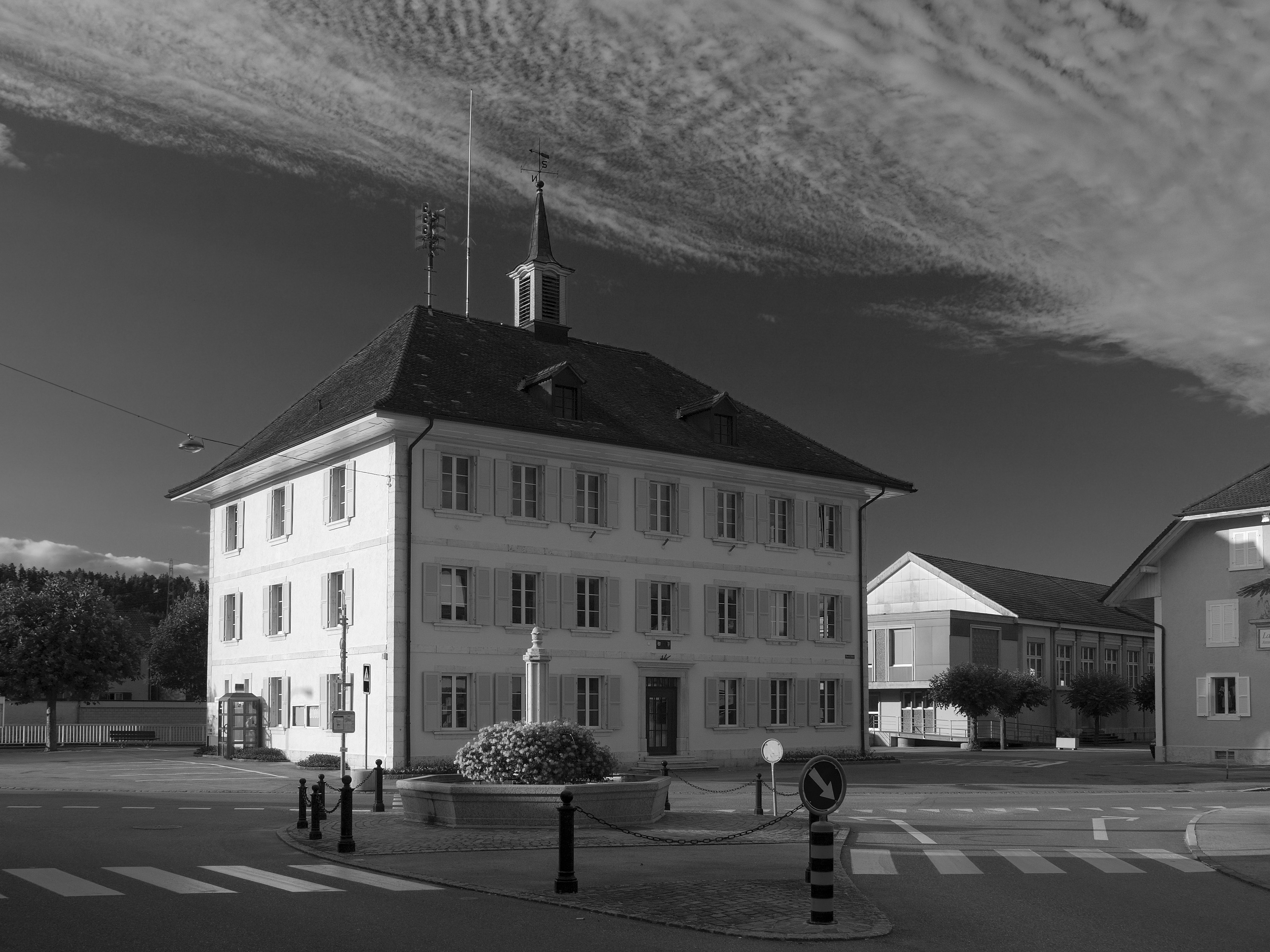
Das Schulhaus
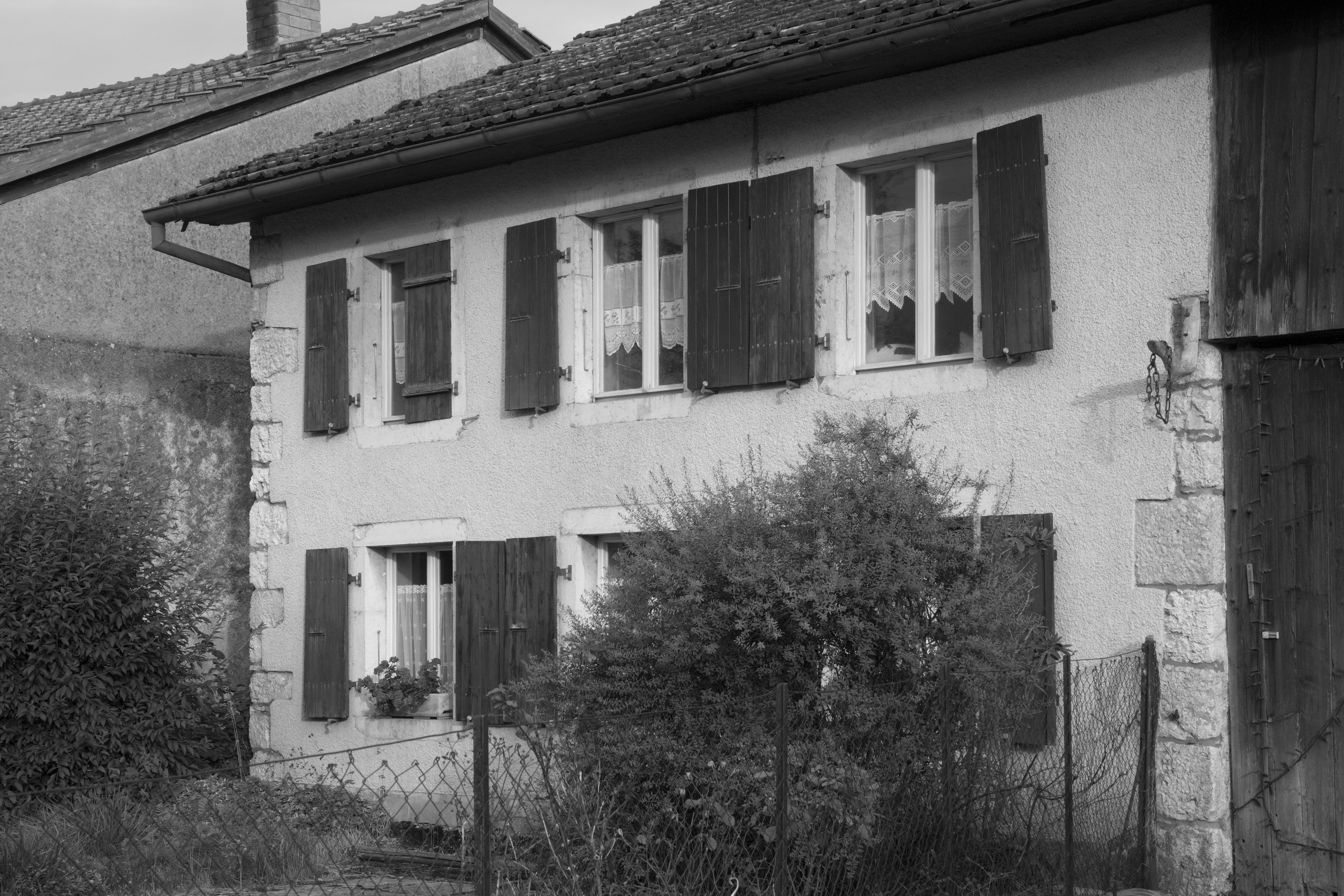
Wohnhaus aus dem 19. Jahrhundert (abgerissen)
Soldatenstube 25. Dez. 1917
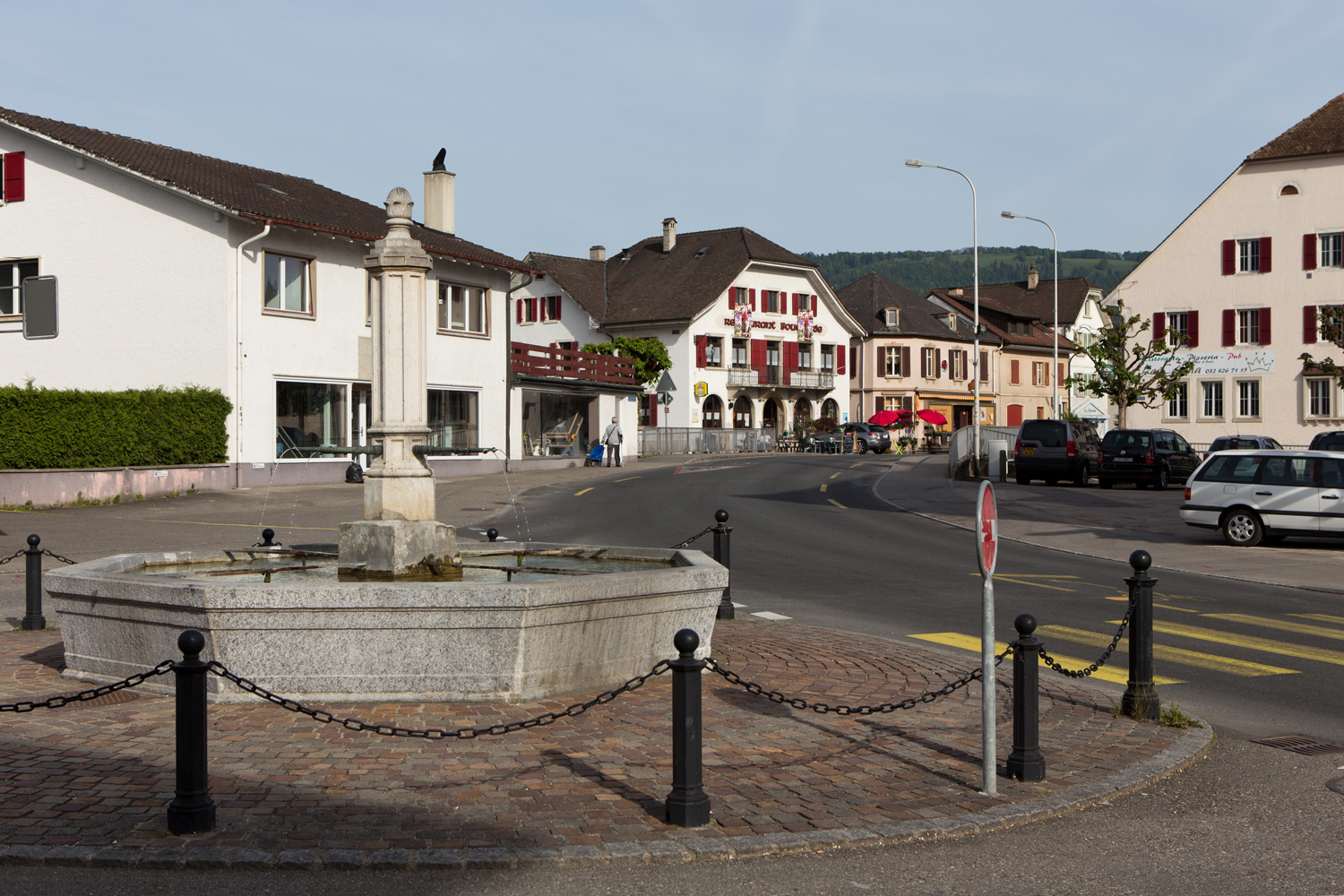
Dorfzentrum
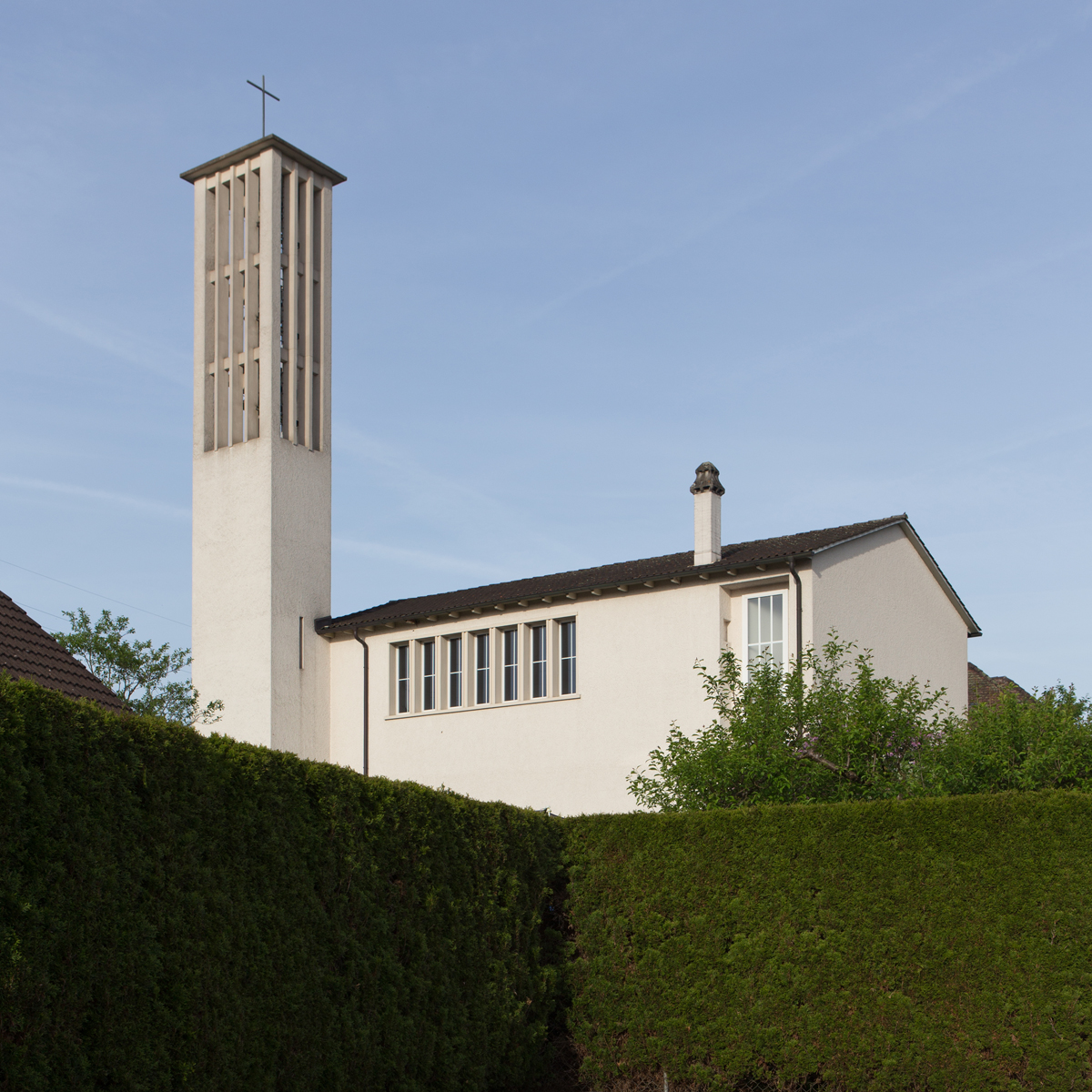
Reformierte Kirche
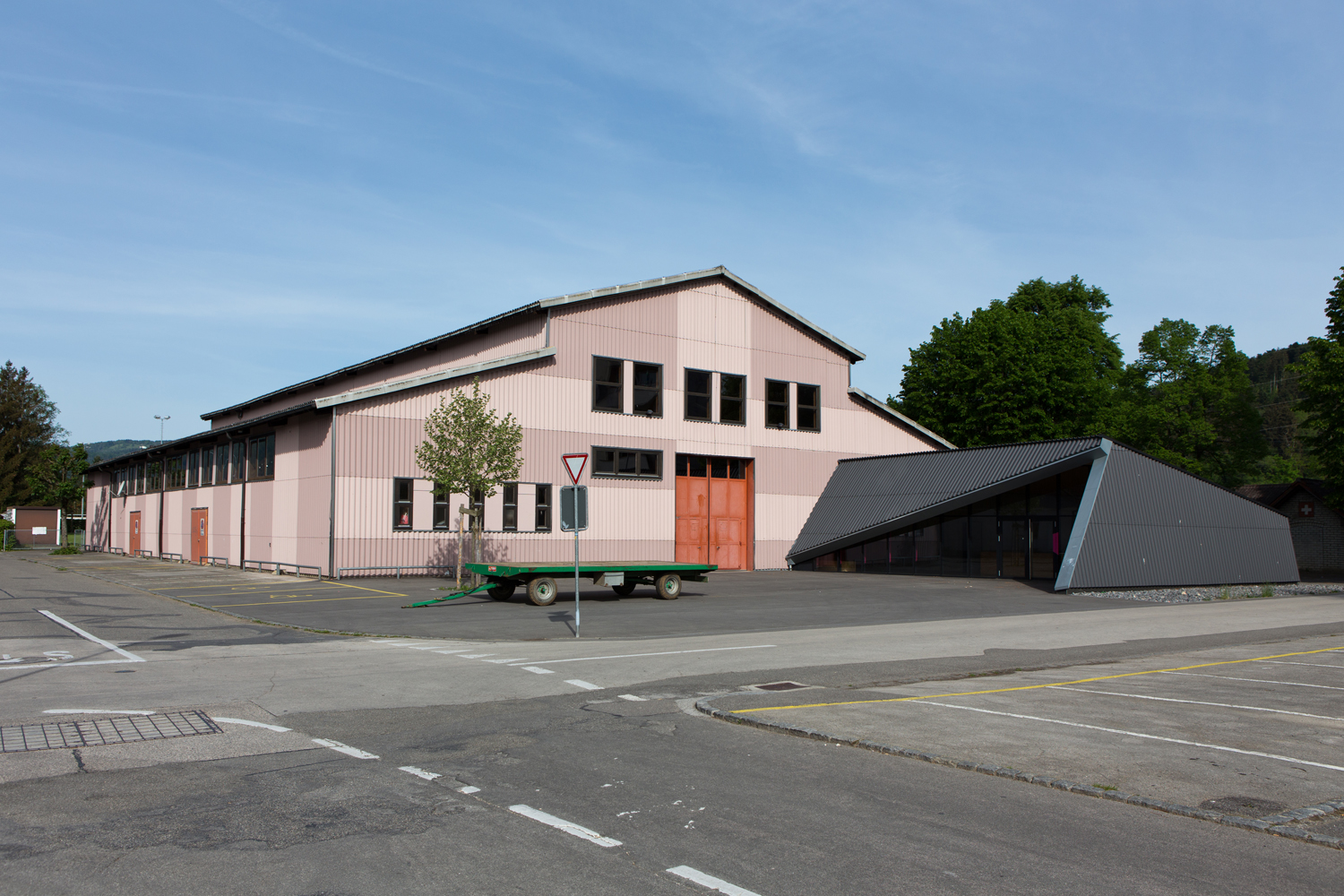
Festhalle

## Persönlichkeiten
- Ambroise Monnin (1738–1807), Prämonstratenserabt
- Georges Henri Ruedin (1895–1953), Gründer der Uhrengehäusefabrik Georges Ruedin SA in Bassecourt
- Jean-Paul Gehler (1951–2005), Politiker
- Marco Müller (1953–2024), Fussballspieler, Bankräuber und Ausbrecher
- Steve Guerdat (* 1982), Olympiasieger London 2012 im Springreiten
- Grégoire Saucy (* 1999), Automobilrennfahrer